# Giornata internazionale per la gastronomia sostenibile
La  Giornata Internazionale per la gastronomia sostenibile è una celebrazione sovranazionale indetta dalle Nazioni Unite.

## Storia
L'assemblea generale delle Nazioni Unite formalizza la creazione di questo evento il 21 dicembre 2016, per celebrare uno stile di cucina rispettoso dell'ambiente, che combatta lo spreco di risorse e che possa essere continuato in futuro senza pregiudizio per l'ecosistema come per la salute dell'Uomo. Nell'accezione datagli dall'ONU, il termine gastronomia definisce l'arte di cucinare il cibo, con attenzione agli stili peculiari delle varie regioni del mondo e alla cucina locale; gastronomia sostenibile, quindi, significa cucina che tiene conto della provenienza degli ingredienti, di come viene coltivato il cibo e di come arriva ai nostri mercati e successivamente ai nostri piatti.

## Finalità
L'Organizzazione delle Nazioni Unite per l'educazione, la scienza e la cultura UNESCO e l'Organizzazione per l'alimentazione e l'agricoltura FAO e l'Assemblea generale delle Nazioni Unite lavorano per facilitare l'osservanza della Giornata della gastronomia sostenibile, in collaborazione con gli Stati membri, le organizzazioni delle Nazioni Unite e altri organismi internazionali e regionali, così come con la società civile, per celebrare la Giornata e sensibilizzare l'opinione pubblica sul contributo necessario allo sviluppo sostenibile.